# 浜田町
浜田町（はまだちょう）は、島根県那賀郡にあった町。現在の浜田市の中心部にあたる。

## 地理
- 海洋 ： 日本海
- 島嶼 ： 瀬戸ヶ島、馬島、矢箟島、伊勢島
- 山岳 ： 鏡山
- 河川 ： 浜田川

## 歴史
- 1889年（明治22年）4月1日 - 町村制の施行により、浜田八町（浜田新町・浜田紺屋町・浜田片庭町・浜田蛭子町・浜田辻町・浜田門ヶ辻町・浜田檜物屋町・浜田原町）・浜田浦・松原浦および原井村・浅井村・黒川村の各一部の区域をもって浜田町が発足。
- 1940年（昭和15年）11月3日 - 石見村・長浜村・美川村・周布村と合併して浜田市が発足。同日浜田町廃止。

## 交通

### 鉄道路線
町域を日本国有鉄道の山陰本線が通過したが、駅は所在しなかった。浜田駅は隣接する石見村に所在。

### 道路
- 国道18号（現・国道9号）

### 港湾
- 浜田港